# Jamamoto Micsiko
Jamamoto Micsiko (山本道子, Tokió, 1936. december 4. –) japán költő és novellaíró álneve. Az igazi neve Furuja Micsiko.

## Élete
Jamamoto 1936-ban a tokiói Nakanoban született. 1957-ben végzett az Atomi Egyetemen. Az 1950-es évek végétől több verseskötete jelent meg, köztük a Cubo no naka (1959), a Midori iro no hicudzsitacsi to hitori (1961) és a Kago1961 (1962). 1965-ben Furuja Kazujosi felesége lett, akivel 1967 és 1971 között Ausztráliában éltek. Első három novellája, a Mahó, Ame no iszu és Beti szan no niva a Sincsó magazinban jelent meg az 1972 márciusi, júliusi és novemberi számban. A Ródzsin no kamo 1972 augusztusában jelent meg a Fúkei folyóiratban. Ez a négy történet gyűjteményes kiadásban jelent meg, és az ausztráliai Darwinban szerzett három év tapasztalatain alapultak. Minakami Cutomu biztatására visszatért Japánba. 1973-ban a Betty kertje című alkotásáért megkapta az Akutagava-díjat. A később született művei is gyűjteményes kiadásokban jelentek meg.
Kamakurában él férjével, két lányuk van.

## Művei
- Mahó (Hatalmak)
- Ame no iszu (Szék az esőben)
- Beti szan no niva (Betty kertje,[1] (1973), négy novella címadó története
- Ródzsin no kamo (Gooze atya)
- Razó (1974), novellák
- Nicsijóbi no kasza (1976), költészet
- Jamamoto Micsiko sisú (1976), költészet
- Tensi jo umi ni mae (Angyal, tánc a tengernél, (1981), regény
- Umi to szató kibi (1982), novellák
- Bireddzsi ni ame (1982), novellák

## Irodalmi díjai
- Akutagava-díj a Beti szan no niva (Betty kertje) című alkotásáért (1972)
- A Sincsó-díj: Mahó (Hatalmak)
- Női Irodalmi Díj (1985)
- Izumi Kjóka Irodalmi Díj (1993)
- Simasze Romantikus Irodalmi Díj (1995)

## Fordítás
- Ez a szócikk részben vagy egészben  a   Michiko Yamamoto című spanyol Wikipédia-szócikk ezen változatának fordításán alapul.  Az eredeti cikk szerkesztőit annak laptörténete sorolja fel. Ez a jelzés csupán a megfogalmazás eredetét és a szerzői jogokat jelzi, nem szolgál a cikkben szereplő információk forrásmegjelöléseként.